# Tenri
Tenri (jap. 天理市 Tenri-shi) – miasto w Japonii, na wyspie Honsiu, w prefekturze Nara.
W mieście znajduje się kwatera główna wspólnoty religijnej Tenri-kyō oraz inne obiekty należące do niej, w tym Uniwersytet Tenri (Tenri Daigaku), którego biblioteka posiada wartościowe zbiory dawnego piśmiennictwa japońskiego.

## Położenie
Miasto leży w północnej środkowej części prefektury, graniczy z miastami:
- Nara
- Sakurai
- Yamatokōriyama

## Historia
Tenri jako miasto powstało 1 kwietnia 1954 roku.

## Miasta partnerskie
- Brazylia: Bauru
- Chile: La Serena
- Korea Południowa: Seosan

## Galeria

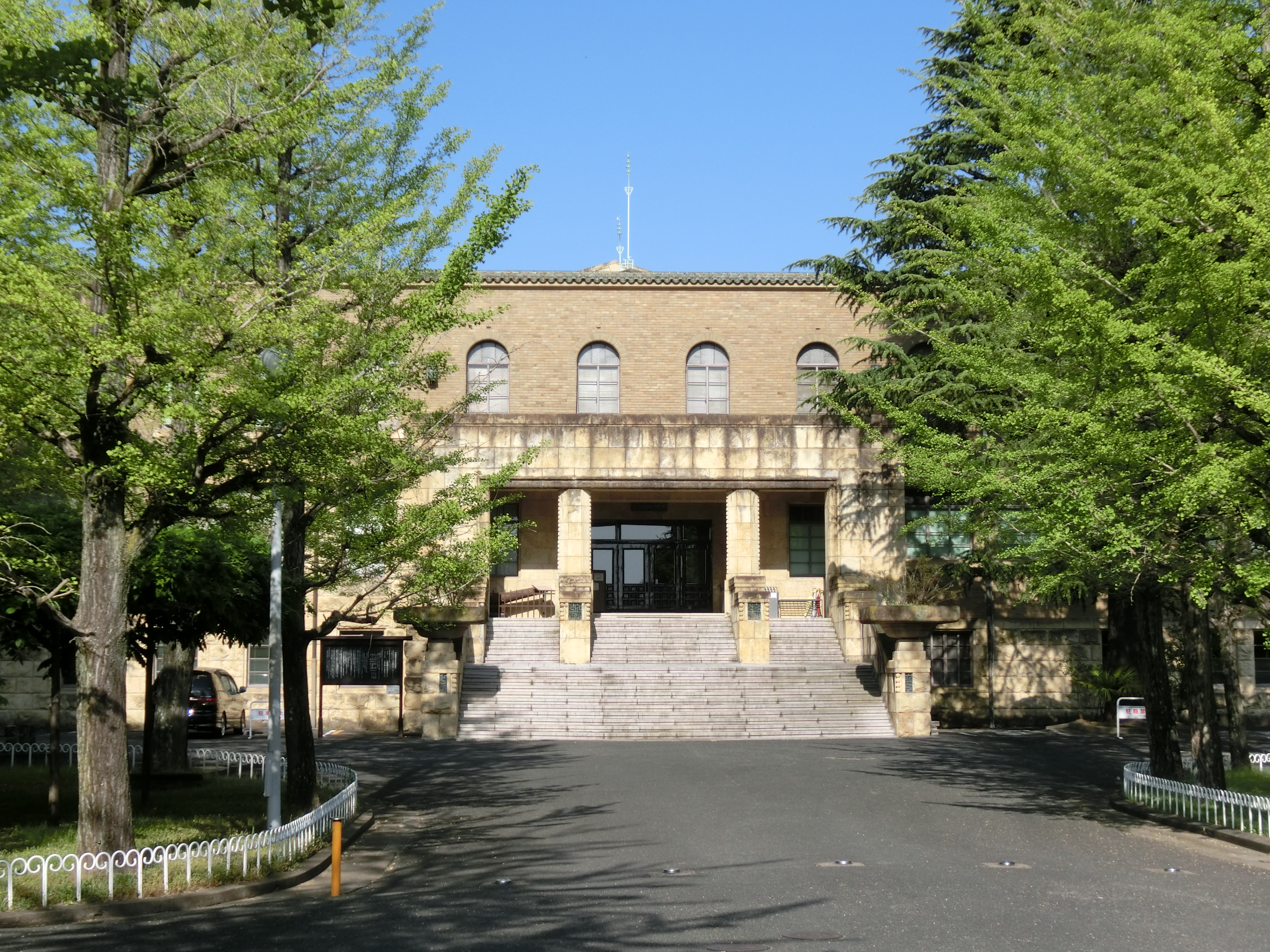
Biblioteka Uniwersytetu Tenri (Tenri Central Library)
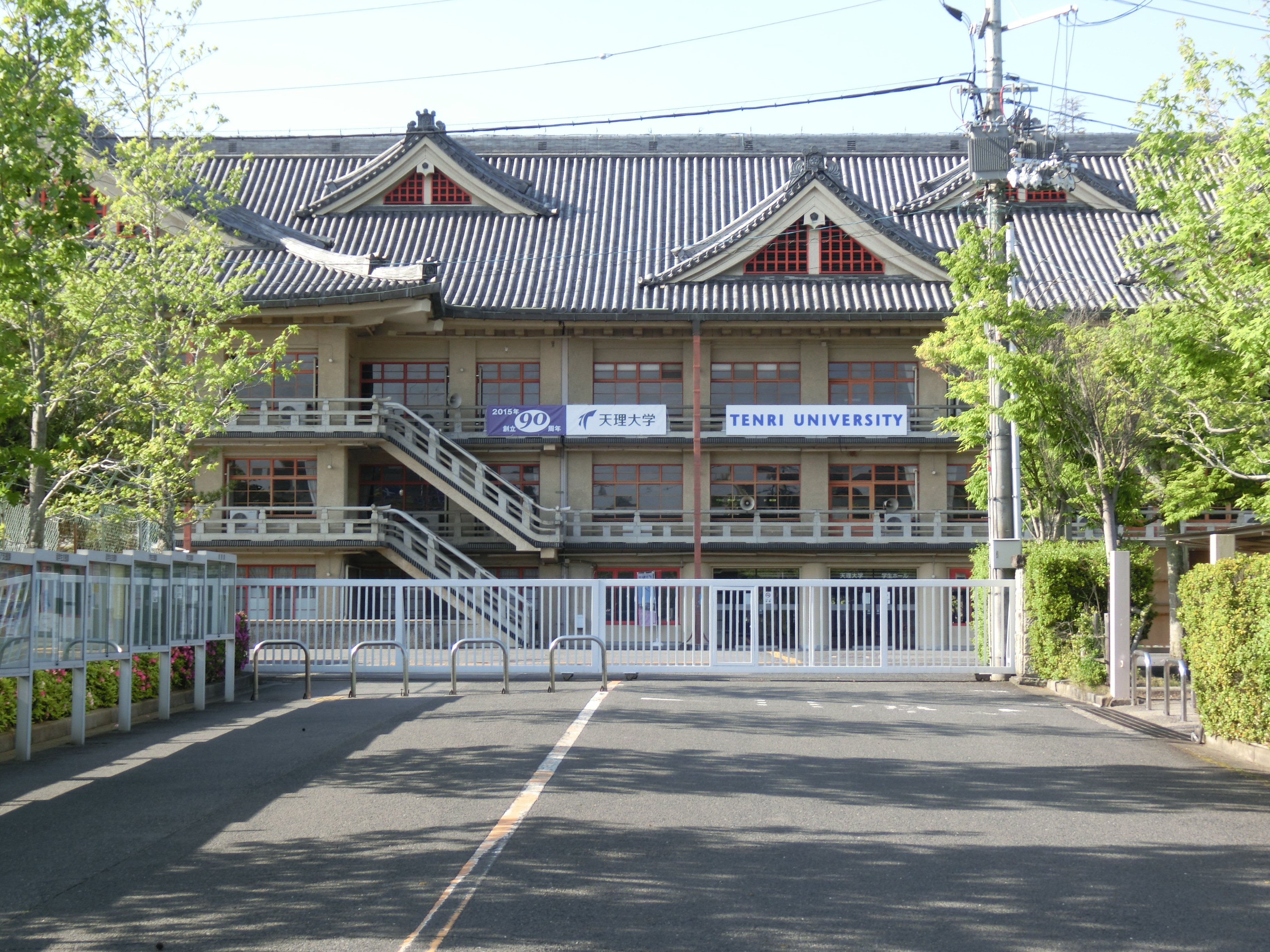
Jeden z budynków Uniwersytetu Tenri
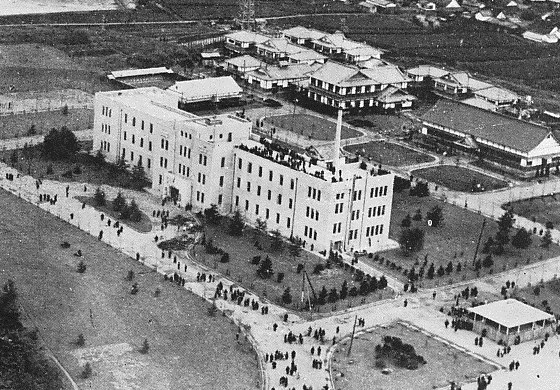
Szkoła języków obcych, poprzedniczka Uniwersytetu Tenri, lata 30. XX w.
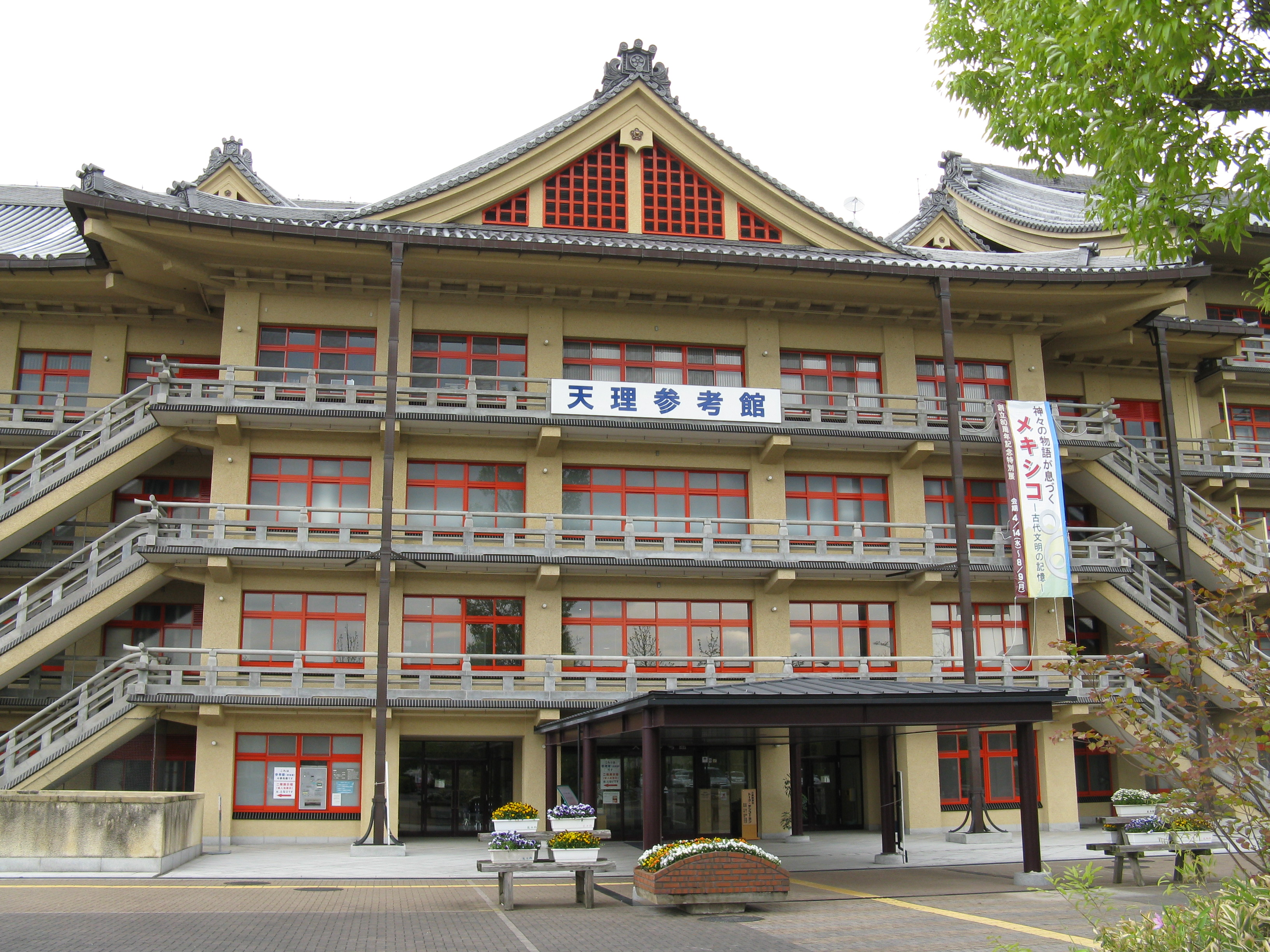
Muzeum należące do Uniwersytetu Tenri
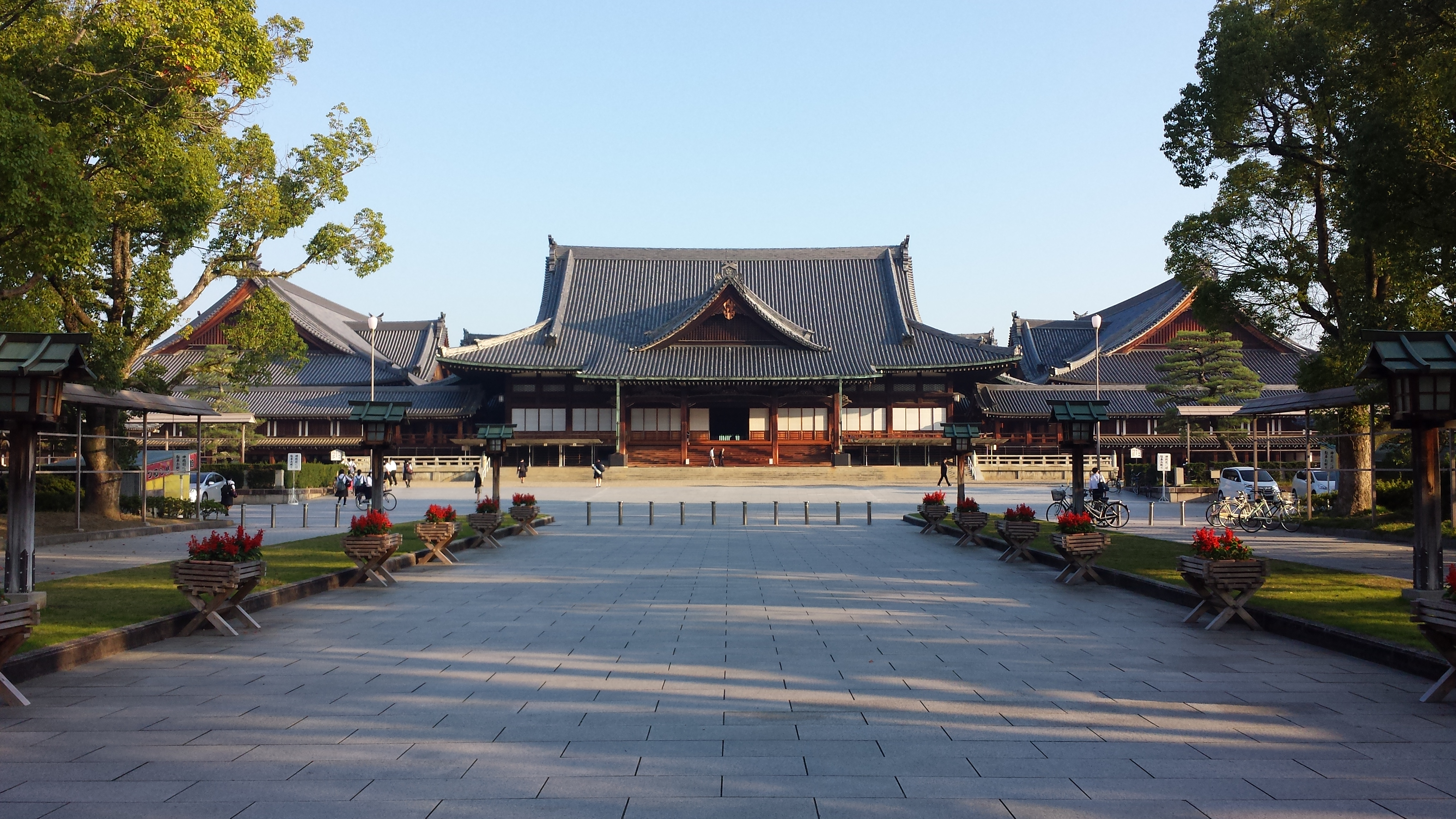
Kwatera główna Tenri-kyō